# Dangshan (köpinghuvudort i Kina, Zhejiang Sheng, lat 30,16, long 120,52)
Dangshan är en köpinghuvudort i Kina. Den ligger i provinsen Zhejiang, i den östra delen av landet, omkring 35 kilometer öster om provinshuvudstaden Hangzhou. Antalet invånare är 52 287. Befolkningen består av 25 846 kvinnor och 26 441 män. Barn under 15 år utgör 13,0 %, vuxna 15-64 år 76 %, och äldre över 65 år 10,0 %.
Runt Dangshan är det mycket tätbefolkat, med 3 134 invånare per kvadratkilometer. Närmaste större samhälle är Shaoxing, 18,9 km söder om Dangshan. Trakten runt Dangshan består till största delen av jordbruksmark.
Genomsnittlig årsnederbörd är 1 912 millimeter. Den regnigaste månaden är juni, med i genomsnitt 316 mm nederbörd, och den torraste är november, med 74 mm nederbörd.